# 林俊伍
林 俊伍（はやし しゅんご、1986年11月29日 - ）は、石川県出身の社会起業家であり実業家。貸切宿「旅音」事業をプロデュースする、株式会社こみんぐるの取締役。株式会社ゲンダイシュウラクの代表取締役社長。

## 人物
1986年生まれ。石川県出身。
金沢大学理学部へ進学。5歳から柔道を初め、現在は金沢大学柔道部の監督を務める。
卒業後は、豊田通商株式会社に新卒入社し、東京、名古屋で勤務。その後、退職。
愛知県の私立高校で非常勤講師を勤めた後、2016年3月に金沢へ帰郷。2016年5月、妻の佳奈とこみんぐるを創業。
「金沢ファンを世界中に作り、100年後も家族で暮らしたい地域を作る」をビジョンに掲げ、金沢市内で貸切宿『旅音/TABI-NE』を23棟経営。東京と金沢で移住者・移住希望者同士の交流会「よそもん会」の企画・開催も行う。
2020年夏、石川県珠洲市の真浦集落で空き家になっていた古民家を購入したことをきっかけに、現代集落プロジェクトを始動。株式会社ゲンダイシュウラクを設立し、過疎化対策の施策としてではなく「限界集落」を「現代集落」に変えることを目指し、「100年後の豊かな暮らし」の在り方を模索、実験している。
経営する「旅音」事業に対して、近年のESG投資への機運向上に伴い注目がさらに高まっている。

## 略歴
2004年 石川県立金沢泉丘高等学校卒業
2004年 金沢大学理学部入学
2008年 金沢大学理学部卒業
2008年 豊田通商株式会社入社
2014年 大同大学大同高等学校勤務 非常勤講師
2015年 愛知工業大学名電高等学校勤務 非常勤講師
2016年5月  株式会社こみんぐる 取締役 現任
2021年4月  株式会社ゲンダイシュウラク 代表取締役 現任

## メディア情報

### テレビ
- 水谷豊×木梨憲武 仲良し2人の珍道中「旅する相棒 初夏の金沢編」（2017年、テレビ朝日）
- 石川さん Live News イット!（2024年6月21日、石川テレビ）

### 新聞
- 北國新聞「簡易宿所支援、金澤町家守る」2021年1月20日（水）
- 北國新聞「移住相談乗ります」2021年5月17日（月）

### 雑誌
- 「LEE」2021年9月号「NPO法人「TABLE FOR TWO」代表に教わる「サステナブル投資先」を選ぶ時の条件は？」

### WEB
- 移住・地方創生webマガジン　Glocal Mission Times「金沢を世界で一番住みたい街へ！～移住・起業した夫婦の挑戦～」　　（2018年12月）
- マーケティングwebマガジン　Marketeer「金沢の未来のためになるビジネスでファンを増やし続ける｜OTAに依存しない宿運営を実現する株式会社こみんぐるの林佳奈さん・林俊伍さんご夫妻」（2020年2月）

### セミナー
- 内閣府主催　稼げるまちづくりセミナー in 金沢　登壇（2018年）
- 珠洲市主催　民泊＆ゲストハウス勉強会　登壇（2018年）
- 金沢大学主催　インバウンド観光ビジネス創造人材養成事業シンポジウム「ゲストハウスからまちを変える」登壇（2019年）
- 金沢市商工会議所主催　創業力向上ゼミナール　登壇（2019年）
- 政策金融公庫主催　古民家カフェの学校　登壇（2019年）

## 役職
- 金沢大学「インバウンド観光人材育成コンソーシアム」委員（2018年）
- 珠洲市「能登SDGｓラボ連携研究員」（2019年）
- 金沢大学「ビジネス・クリエィテイブ・コーディネーター養成プログラム　地域概論」講師（2020年）